# Кеннеди, Джон Нили
Джон Нили Кеннеди (англ. John Neely Kennedy; род. 21 ноября 1951, Сентервилл, Миссисипи) — американский политик, младший сенатор от штата Луизиана с января 2017 года, представляющий Республиканскую партию.

## Биография
В 1973 году (лат. magna cum laude) окончил Университет Вандербильта в Нашвилле, штат Теннесси, получив диплом бакалавра искусств с отличием. В 1977 году получил степень доктора права в Виргинском университете. В 1979 году окончил Магдален-колледж Оксфордского университета в Англии.
После получения образования занимался юридической практикой в Луизиане. До избрания казначеем штата работал в Налоговом департаменте, а также был юридическим советником и секретарём губернатора Бадди Рёмера.
В 1991 году был одним из кандидатов на пост генерального прокурора Луизианы, однако проиграл, заняв третье место на выборах. В 1996 году республиканский губернатор Майк Фостер назначил Кеннеди главой Налогового департамента Луизианы. В 1999 году он покинул администрацию Фостера, одержав победу на выборах казначея штата над занимавшим эту должность Кеном Дунканом (который тоже был демократом). В 2003 году был переизбран безальтернативно.
В 2004 году пытался избраться в Сенат, но занял лишь третье место, уступив конгрессмену-республиканцу Дэвиду Виттеру и конгрессмену-демократу Кристоферу Джону. 27 августа 2007 года Кеннеди перешёл в Республиканскую партию, в том же году он был переизбран на третий срок. В 2008 году ещё раз участвовал в сенатских выборах, но уже как республиканец. Он проиграл действующему сенатору, демократке Мэри Лэндрю, а на проходивших одновременно президентских выборах демократ Барак Обама победил республиканца Джона Маккейна.
После того, как действующий сенатор Дэвид Виттер проиграл на губернаторских выборах в 2015 года и заявил, что не будет переизбираться на третий срок, Кеннеди объявил о начале своей третьей сенатской кампании. В первом туре, проходившем одновременно с президентскими выборами, он занял первое место, набрав 25 % голосов избирателей. В втором туре Кеннеди победил демократа Фостера Кэмпбелла, набрав 60,65 % голосов избирателей против 39,35 % у своего оппонента.
Не имеет отношения к семье Кеннеди из Массачусетса.